# 江岸線
江岸線（朝鲜语：／ Kangan sŏn */?）是朝鮮民主主義人民共和國所有的一條鐵道線路，站點為新义州青年站到江岸站。

## 路线概况
- 距离：1.8km
- 车站数：2
- 轨距：1435mm
- 电气化区间：无
- 复线区间：无

## 历史
- 1911年11月1日，开通[1]。